# À travers champs
À travers champs est une émission de télévision québécoise en six épisodes de 27 minutes animée par l'auteure et journaliste Marie-Claude Lortie et présentée à partir du 4 novembre 2021 sur la chaîne Savoir média. La série a bénéficié, pour sa production, du soutien financier du Fonds des médias du Canada.

## Synopsis
La série documentaire cherche à analyser l'agriculture québécoise et les enjeux soulevés par le système actuel qui la régit : elle s'intéresse notamment aux modes de production des aliments, à la mécanique du système agricole, de même qu'aux condition de possibilité d'une agriculture plus durable. Ce faisant, À travers champs met en lumière les problèmes du milieu à partir d'exemples concrets, pour ensuite explorer des pistes de solution avec des acteurs des milieux ruraux et d'autres experts du domaine.

## Épisodes
Chaque épisode se penche sur un défi agricole contemporain.

### Saison 1
La première saison d'À travers champs est diffusée à partir du 4 novembre 2021.
- L'épisode Le problème avec la monoculture traite du modèle de production agricole traditionnel et de sa menace pour la santé des sols, de même que des alternatives disponibles. Y interviennent Louis Robert, agronome au ministère de l'Agriculture, des Pêcheries et de l'Alimentation du Québec; Loïc Dewavrin, copropriétaire des Fermes Longprés; Matthew Dewavrin, agronome et agriculteur aux Fermes Longprés; Audrey Bogemans, présidente et agricultrice à la ferme Bogemans; David Dupont, chercheur à l'Institut de recherche en économie contemporaine.

- L'épisode Un territoire à préserver s'intéresse à l'importance de préserver le territoire agricole du Québec. Y interviennent Hugo de Foy Lavoie, agriculteur à la microferme Artisan Maraîcher; Pascal Thériault, agronome et économiste à l'Université McGill; Philippe Pagé, directeur à la Fédération de la relève agricole et maire de Saint-Camille; Roméo Bouchard, agriculteur biologique retraité et membre fondateur de l’Union paysanne; Marcel Groleau, président sortant à l'Union des producteurs agricoles.

- L'épisode Une relève pour nos campagnes se penche sur le manque de relève en agriculture et des pistes de solution pour y faire face. Y interviennent Jessy Gagnon, agricultrice à la ferme La Brumeuse; Guy Lapointe, ancien propriétaire d’une ferme; Gaétan Desroches, chef sortant de la direction de Sollio; Kevin Drouin-Léger, responsable des opérations à la Centrale Agricole; Pascal Thériault, agronome et économiste à l'Université McGill; Julie Anctil, agricultrice à la ferme La Brumeuse.

- L'épisode L'union fait la force met en lumière le modèle coopératif en agriculture, instauré dès le 19e siècle au Québec. Y interviennent Louis Ménard, propriétaire de la Ferme Trotteuse Coop, membre du CA de la CAPÉ et producteur; Sylvain Brault, producteur à la ferme Brault et frères; Gaétan Desroches, chef sortant de la direction de Sollio; Guillaume Brault, producteur à la ferme Brault et frères.

- L'épisode Un monopole contesté s'intéresse principalement à l’Union des producteurs agricoles a le monopole de la représentation des agriculteurs et agricultrices au Québec. Y interviennent Marcel Groleau, président sortant à l'Union des producteurs agricoles; Roméo Bouchard, agriculteur biologique retraité et membre fondateur de l’Union paysanne; Claude Fortin, maraîcher au Maraicher d'en haut; David Dupont, chercheur à l'Institut de recherche en économie contemporaine; Pascal Thériault, agronome et économiste à l'Université McGill; Nathalie Lemieux, propriétaire de l’érablière Nathalie Lemieux.

- L'épisode Repenser l'agriculture se penche sur le futur de l'agriculture, notamment sur l'avenue prometteuse de l'agriculture régénératrice. Y interviennent Louis Robert, agronome au ministère de l'Agriculture, des Pêcheries et de l'Alimentation du Québec; Laure Waridel, cofondatrice d'Équiterre (association québécoise); Audrey Bogemans, présidente et agricultrice à la ferme Bogemans; Alain Olivier, professeur au département de phytologie de l'Université Laval; Nathalie Gervais, propriétaire du Verger Labonté.

### Saison 2
La deuxième saison d'À travers champs est diffusée à partir du 21 novembre 2022.
- L'épisode Élever autrement s'intéresse à la manière dont on traite et nourrit les animaux. Y interviennent Patrick Mundler, agroéconomiste, chercheur et professeur à l'Université Laval; Dominic Lamontagne, auteur et artisan fermier; Fernande Ouellet, copropriétaire de la ferme Rusé comme un canard et instigatrice du projet Le petit abattoir; John Badger, propriétaire et éleveur bovin à la Ferme Badger.

- L'épisode Le coût humain se préoccupe de la détresse psychologique des agriculteurs et agricultrices. Y interviennent Ginette Lafleur, directrice adjointe de l'association Au cœur des familles agricoles; Éric Lavoie, agriculteur; Martine Fraser, travailleuse de rang, Au cœur des familles agricoles; Hélen Bourgoin, travailleuse de rang et coordonnatrice Écoute agricole.

- L'épisode L'agriculture au féminin nous parle du chemin qu'il reste à parcourir vers la parité dans le milieu agricole. Y interviennent Nathalie Bissonnette, professionnelle de recherche au Conseil du statut de la femme et doctorante en communication publique à l'Université Laval; France de Montigny, directrice générale de l'organisme Agricultrices du Québec; Andréane Benoit, propriétaire de la ferme avicole A. Benoit; Lori-Anne Berthiaume, propriétaire de la ferme Porc S.B., et son père Cécilien Berthiaume.

- L'épisode L'agriculture urbaine se consacre aux avantages de l'agriculture urbaine. Y interviennent Éric Duchemin, directeur scientifique et cofondateur du Laboratoire sur l’agriculture urbaine AU/LAB et professeur associé à l'Institut des sciences de l'environnement de l'UQAM; Patricia Gagnon, propriétaire de La petite serre en ville; Benoist de Peyrelongue, directeur général de l'organisme Cuisine collective.

- L'épisode Les plaisirs de la terre s'intéresse aux produits agricoles non-alimentaires, comme par exemple les fleurs et le cannabis. Y interviennent Claude Vallée, professeur (agronome) et responsable du pavillon horticole écoresponsable à l'Institut de technologie agroalimentaire du Québec; Nathalie Deschênes, directrice adjointe de Québec Vert; André Mousseau, propriétaire de l'entreprise Le cactus fleuri; Philippe Laperrière, vice-président de l'Association québécoise de l’industrie du cannabis, et propriétaire de l'entreprise Fuga; Justine Richard-Giroux, directrice des opérations et agronome à Fuga.

- L'épisode La gestion de l'offre s'attarde à ce côté économique de l'agriculture au Québec. Y interviennent Patrick Mundler, agroéconomiste, chercheur et professeur à l'Université Laval; Léa Lehmann, copropriétaire de la Fromagerie Lehmann; Justin Laramée, auteur et comédien.